# Oblation (Orden)
Die Oblation (von lateinisch oblatus ‚dargebracht, hingegeben‘) ist das in einem kirchlichen Ritus abgelegte Versprechen eines Klerikers oder Laien, ein christliches Leben in enger Verbundenheit mit einem bestimmten Kloster und im Geist des Ordensgründers zu führen. Mit der Oblation wird der Oblate oder die Oblatin Mitglied der klösterlichen Familie einer bestimmten Niederlassung der Benediktiner, Benediktinerinnen, Zisterzienser oder Zisterzienserinnen, in der Regel jedoch, ohne im Konvent zu leben. Der eigentlichen Oblation geht eine Probe- und Vorbereitungszeit von etwa einem Jahr voraus. Im Mittelalter wurden die Oblaten auch als Donaten bezeichnet. Der Stand der Donaten war hervorgegangen aus dem Institut der Konversen und stellte eine unverbindlichere Form der Zugehörigkeit zu einem Kloster dar als diese.
Es gibt darüber hinaus auch sogenannte Klaustral- oder Regularoblaten, die auf eigenen Wunsch dauerhaft im Kloster leben; mit ihnen werden zivilrechtliche Verträge geschlossen, die die beiderseitigen Verpflichtungen und Einlassungen auch vor dem Zivilrecht klären.

## Benediktineroblaten

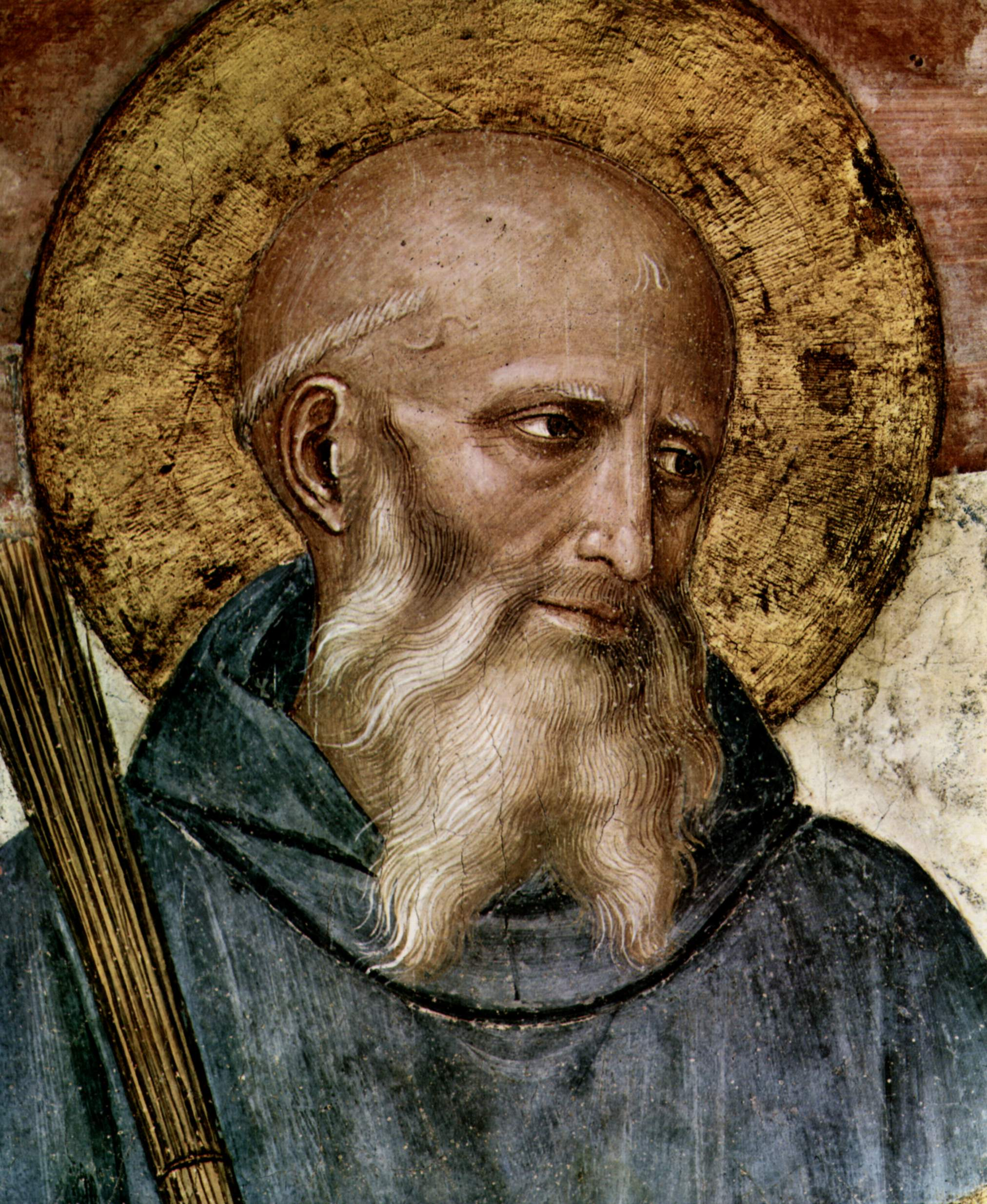
Benedikt von Nursia (480–547 n. Chr.) – Ordensvater der Benediktiner

Benediktineroblaten (Ordenskürzel: OblOSB) sind Christen, die nach der Regel des Benedikt von Nursia und in Verbindung zu einem bestimmten Benediktinerkloster leben, ohne Mitglied eines Konvents zu werden. In der Regel sind Klöster und Oblaten katholisch, doch gibt es auch evangelische Klöster nach der Benediktsregel (z. B. Communität Casteller Ring) sowie Protestanten, die Oblaten katholischer Klöster sind.

### Der BegriffOblate
Der Begriff Oblate stammt aus dem Lateinischen und bedeutet Hingegebener oder Aufgeopferter. Ursprünglich wurden Kinder von ihren Eltern in der sogenannten Oblation als Oblaten dargebracht, damit sie später Benediktiner oder Benediktinerinnen würden (siehe auch Benediktsregel 59). Heute entscheidet sich ein getaufter und gefirmter Christ bewusst dafür, im Geiste der Benediktsregel zu leben.

### Oblation
Die Oblation ist ein Akt, in dem der Oblate sein Leben Gott mit dem Vorsatz übergibt, mitten in der Welt im Geist und im Sinne einer Ordensregel zu leben.
In einem eigens dafür vorgesehenen kirchlichen Ritus (dem Oblationsversprechen) stellen Benediktineroblaten ihr Leben in den Dienst Gottes und werden dadurch Mitglieder der klösterlichen Familie eines bestimmten Benediktinerklosters. Mit der Oblation verspricht der Oblatus, ein christliches Leben im Geist der Benediktsregel (Regula Benedicti) zu führen.

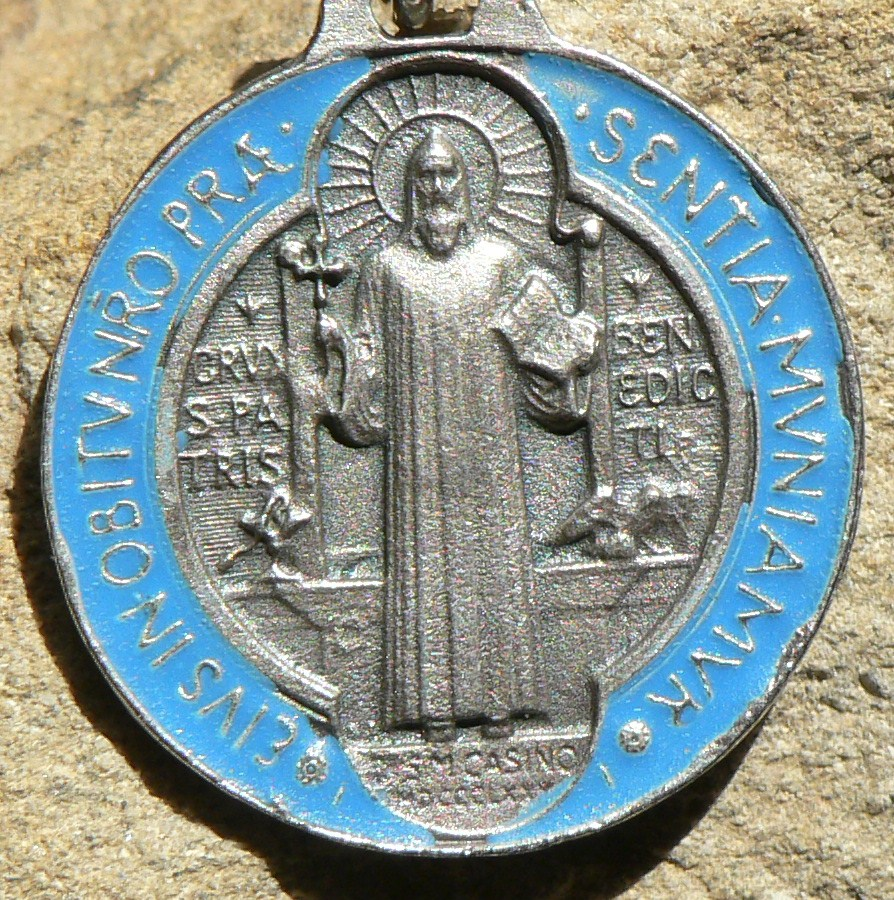
Benediktusmedaille Vorderseite
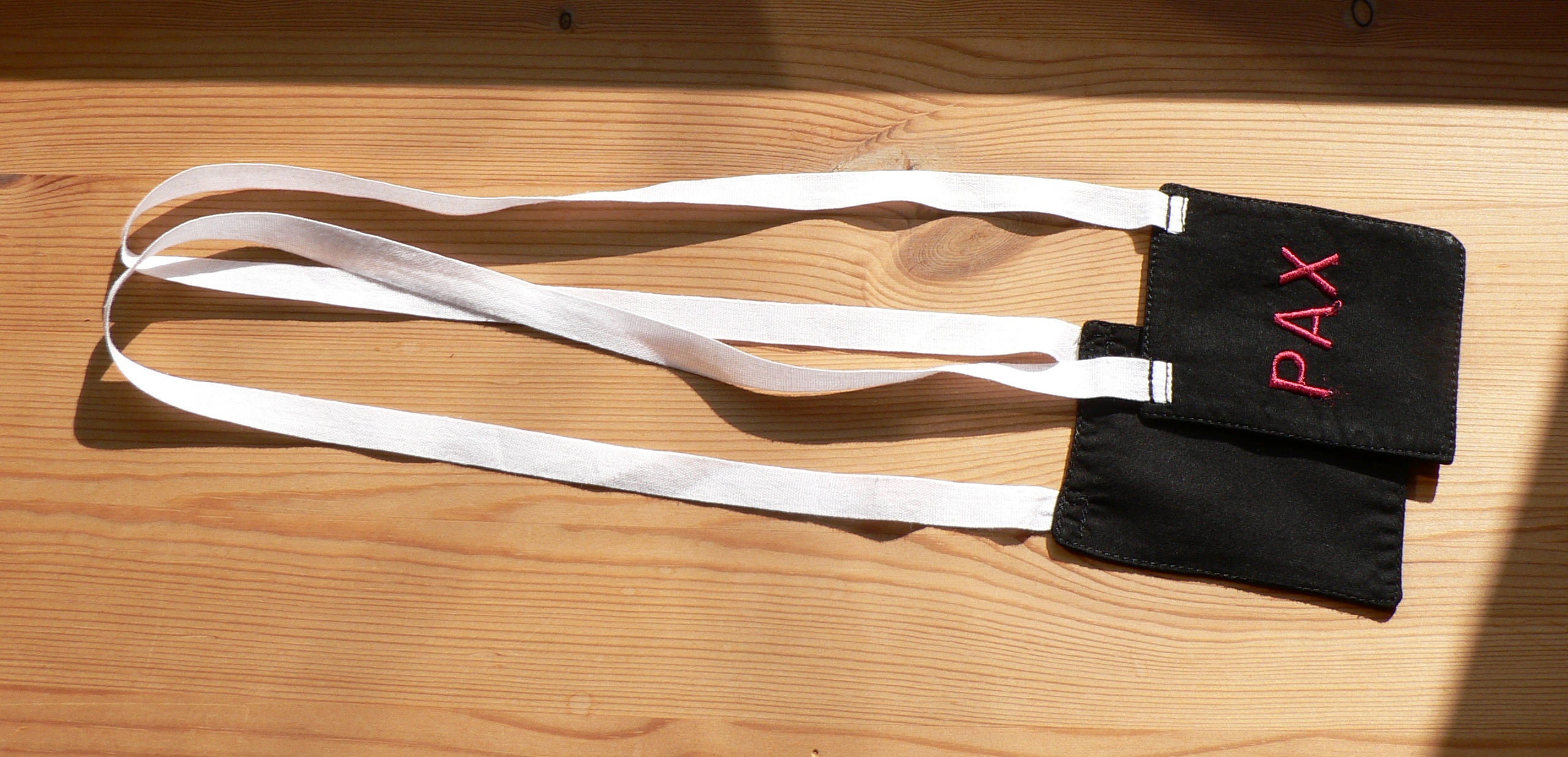
Skapulier
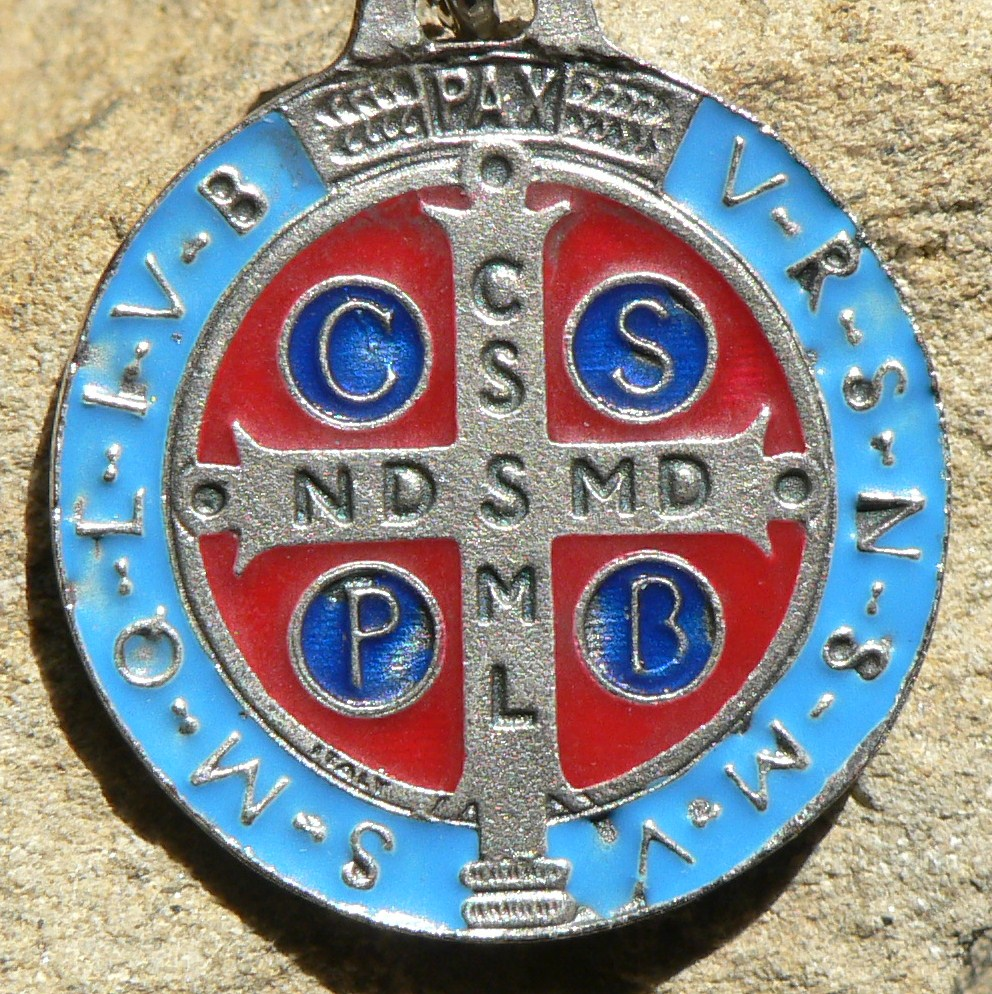
Benediktusmedaille Rückseite

### Benediktineroblate
Durch ständiges Bemühen, das Evangelium zu leben und in ihrem Umfeld zu verwirklichen und durch die Gebetsgemeinschaft mit den benediktinischen Mönchen und Nonnen erhalten die Oblaten Anteil an den geistlichen Gütern und Gnaden des Ordens. Sie erfahren von ihrem Kloster geistige und geistliche Anregung und Weisung. Sie sollen Glaubenszeugnis in der Gesellschaft ablegen, wobei der familiäre oder berufliche Stand nicht entscheidend ist, so dass auch Eheleute Benediktineroblaten werden können. Dabei sollen der Geist der Benediktsregel und der Ordensgemeinschaft in die Welt hinausgetragen werden.
Benediktineroblaten sind in die Gebetsgemeinschaft der Klöster eingebunden und sollen daher auch die Anliegen der Klostergemeinschaft in ihren Gebeten und in ihrem Tun mittragen. Die Oblaten beten Teile des Stundengebets, soweit es ihren Möglichkeiten entspricht.
Wer sich zum Benediktineroblaten berufen fühlt, nimmt Kontakt mit dem Kloster oder gegebenenfalls direkt mit dem Oblatenrektor des Klosters auf. Danach beginnt eine Probezeit, während derer sich der Oblate mit der Benediktsregel und der benediktinischen Spiritualität vertraut machen kann. Danach kann die Oblation stattfinden. Oblaten haben die Möglichkeit, ihrem Namen das Kürzel Obl. OSB (Oblate bzw. Oblatin des Benediktinerordens) hinzuzufügen. Äußere Symbole der Oblation sind ein kleines Skapulier und die Benediktusmedaille. In der Regel besuchen Benediktineroblaten regelmäßig ihr Kloster, um sich mit anderen Oblaten und der Ordensgemeinschaft auszutauschen.

### Geistliches Leben der Oblaten
Benediktineroblaten leben als Christen in der Welt „unter der Führung des Evangeliums“ und im Geist der Benediktsregel. Die Regel des hl. Benedikt ist daher Richtschnur für das christliche Leben in der Welt. Die Benediktsregel leitet an zu einem Leben, das unter der Führung des Evangeliums steht (RB, Prolog 21). Ein solches Leben ist ganz auf Gott bezogen und öffnet sich den Aufgaben für sein Heilswerk in der Welt.
Die geistlichen Grundlagen des Oblatenlebens ergeben sich aus der heiligen Regel, es sind das „Opus Dei“ (der Gottesdienst), die Psalmen, die Lectio Divina, die Stille und das Gebet.
Benediktineroblaten leben nach folgenden geistlichen Grundelementen in der heiligen Regel:
- Schule des Herrendienstes: „Wir wollen also eine Schule für den Dienst des Herrn einrichten.“ (Prolog 45). Der Benediktineroblate tritt bewusst in die lebenslange Schule Benedikts ein.
- Christusliebe – Gottvertrauen: „Der Liebe zu Christus nichts vorziehen, seine Hoffnung auf Gott setzen und nie an der Barmherzigkeit Gottes zweifeln“ (RB 4,21. 41. 74). Das oberste Gebot für den Oblaten ist die Liebe zu Christus. Christusliebe, Hoffnung auf Gott und seine Barmherzigkeit zählen zu den wichtigsten „Instrumenten der geistlichen Kunst“ (Regula Benedicti 4).
- Regel und Evangelium: „Ist nicht überdies jede Seite und jeder Ausspruch der von Gott beglaubigten Schriften des Alten und Neuen Testaments eine ganz gerade Richtschnur für das menschliche Leben?“ (RB 73,3). Durch die regelmäßige betrachtende, „geistliche Lesung“ (lectio divina) dringt der Oblate immer tiefer in die Heilige Schrift ein. Die Lektüre erfolgt in Zusammenhang mit den theologischen und exegetischen Werken der Kirchenväter, die ein vertieftes Verständnis der Texte der Heiligen Schrift bewirken soll.
- Wahrhaft Gott suchen: „Man wache darüber, ob er (der Novize) wirklich Gott sucht.“ (RB 58,7)
- Ehrfurcht: „Wenn wir mächtigen Menschen eine Bitte unterbreiten wollen, wagen wir es nur in Demut und Ehrfurcht. Um wieviel mehr müssen wir zum Herrn, dem Gott des Weltalls, in aller Demut und reiner Hingabe flehen.“ (RB 20,1–2) „Gott sollen sie in Liebe fürchten.“ (RB 72,9)
- Hören – Gehorchen: „Höre, mein Sohn, auf die Lehren des Meisters und neige das Ohr deines Herzens; nimm die Mahnung des gütigen Vaters willig auf und erfülle sie im Werk, damit du durch die Mühe des Gehorsams zu dem heimkehrst, dem du durch die Trägheit des Ungehorsams entlaufen bist. An dich also richtet sich jetzt mein Wort: du entsagtest den Regungen des Eigenwillens und ergreifst die starken und glänzenden Waffen des Gehorsams, um dem Herrn, Christus, dem wahren König, als Soldat zu dienen.“ (RB Prolog 1–3)
- Demut: „Brüder, wollen wir daher den ragenden Gipfel der Demut erreichen und wollen wir rasch zu jener Erhöhung im Himmel gelangen, zu der man durch ein demütiges Leben hienieden aufsteigt, so müssen wir durch unsern aufwärtsstrebenden Wandel jene Leiter aufrichten, die dem Jakob im Traum erschien, und auf der ihm nieder- und aufsteigende Engel gezeigt wurden.“ (RB 7,5–6)
- Bindung an Gott: „Bei der Aufnahme im Oratorium lege er (der Novize) aber in Gegenwart aller das Versprechen ab über seine Beständigkeit und seinen (klösterlichen) Tugendwandel und den Gehorsam vor Gott und seinen Heiligen.“ (RB 58,17–18)
- Bete und arbeite: „damit Gott in allem verherrlicht werde.“ (RB 57,9)
- Monastischer Lebenswandel: Die Oblaten bemühen sich ebenso wie die Mönche und Nonnen, das benediktinische Gelübde der Conversatio morum in ihrem Leben zu verwirklichen. Conversatio morum meint die „Wandlungsbereitschaft“ (conversatio) hin zu den klösterlichen Gepflogenheiten (morum).[10] Das beschränkt sich nicht auf das äußerliche Verhalten. Vielmehr gehört dazu eine Haltung innerer Flexibilität und ständiger Ausrichtung an der Botschaft des Evangeliums.[11]

### Oblatenpflichten
Fünf Verpflichtungen gibt es für jeden Oblaten:
1. Der Oblate sollte täglich das Stundengebet beten.
2. Der Oblate sollte jeden Tag in der Regel des hl. Benedikt lesen.
3. Der Oblate sollte jeden Tag die lectio divina üben. Dieses meditative Lesen in der Heiligen Schrift oder anderer geistlicher Lektüre soll die Liebe, das Wissen und die Wertschätzung für das geistliche Leben ausweiten.
4. Der Oblate sollte häufig die Sakramente der Eucharistie und der Buße empfangen.
5. Der Oblate sollte sensibel für Gottes Gegenwart in seinem normalen Alltagsleben sein.

Von Benediktineroblaten wird erwartet, dass sie durch ihre Lebensweise den Geist des Hl. Benedikt lebendig bewahren, indem sie:
- für die Mönche bzw. Nonnen und die anderen Oblaten ihres Kloster beten
- ihrem Oblationsversprechen treu bleiben
- jährlich ihr Oblationsversprechen erneuern
- regelmäßig an Exerzitien teilnehmen
- die christliche Tradition treu bewahren

### Bekannte Benediktineroblaten
- Adso von Montier-en-Der (* 910 oder 915 im Jura in Hochburgund; † 992), auch Azo oder Adson, war ein mittelalterlicher Theologe und Gelehrter.
- Heinrich II. (HRR) (* 6. Mai 973 oder 978 in Bad Abbach oder Hildesheim; † 13. Juli 1024 in Grone) aus dem Adelsgeschlecht der Ottonen war als Heinrich IV. von 995 bis 1004 und wieder von 1009 bis 1017 Herzog von Bayern, von 1002 bis 1024 König des Ostfrankenreiches (regnum francorum orientalium), von 1004 bis 1024 König von Italien und von 1014 bis 1024 römisch-deutscher Kaiser. Gründer des Bistums Bamberg und des Bamberger Doms.
- Thomas Beckett, auch bekannt als Thomas von Canterbury, (* 21. Dezember 1118 in London; † 29. Dezember 1170 in Canterbury) war englischer Lordkanzler und von 1162 bis 1170 Erzbischof von Canterbury.
- Thomas von Aquin (* 1224; † 7. März 1274 in Fossanova) war der herausragendste Philosoph und Theologe des Mittelalters.[13]
- Francesca Romana (* 1384; † 1440) gründete nach dem Tod ihres Mannes 1433 eine eigene Oblatengemeinschaft auf der Grundlage der Benediktusregel.[14]
- Elena Lucrezia Cornaro Piscopia (* 25. Juni 1646 in Venedig; † 26. Juli 1684 Venedig) war eine italienische Philosophin und Gelehrte. Sie erhielt als erste Frau einen Doktortitel.
- Paul Claudel (* 6. August 1868 in Villeneuve-sur-Fère; † 23. Februar 1955 in Paris) war ein französischer Schriftsteller, Dichter und Diplomat.
- Romano Guardini (* 17. Februar 1885 in Verona; † 1. Oktober 1968 in München) war ein katholischer Priester, Religionsphilosoph und Theologe. Oblate der Erzabtei Beuron, Oblation nach einem Probejahr am 21. April 1909 unter dem Namen Odilo.[15]
- Petro Werhun (* 18. November 1890 in Gródek Jagiellonski, Galizien; † 7. Februar 1957 in Angarsk, Sibirien) war ein ukrainischer Priester und Märtyrer. Prälat Werhun war Oblate der Benediktinerabtei Niederaltaich. Er wurde durch Papst Johannes Paul II. im Jahr 2000 seliggesprochen.[16]
- Johannes Pinsk (* 4. Februar 1891 in Stettin; † 21. Mai 1957 in Berlin-Dahlem) war ein deutscher katholischer Theologe und Hochschullehrer und Oblate der Abtei Maria Laach.
- Emil Clemens Scherer (* 1. Mai 1899 in Mutzig; + 30. August 1970 in Mallersdorf) war Seelsorger der Auslandsdeutschen und Choroblate im Kloster Metten.
- Zita Maria delle Grazie von Bourbon-Parma (* 9. Mai 1892 in Camaiore, Ortsteil Capezzano Pianore, Italien; † 14. März 1989 in Zizers, Schweiz) war als Ehefrau Karls I./IV. von 1916 bis 1918 letzte Kaiserin von Österreich und bis 1921 Apostolische Königin von Ungarn. Sie hatte besonders innige Beziehungen zur berühmten Benediktinerabtei Solesmes, welche im Bistum Le Mans liegt und war Benediktineroblatin von Solesmes.[17]
- Dorothy Day (* 8. November 1897 in Brooklyn, New York; † 29. November 1980 in New York) war eine US-amerikanische Sozialaktivistin und Journalistin.
- Maria Mechelen (* 25. Februar 1903 in Neuwied; † 30. April 1991 ebenda) war eine deutsche Benediktineroblatin der Abtei Maria Laach, Sozialarbeiterin und Kommunalpolitikerin.
- Barbara Stühlmeyer (* 12. November 1964 in Bremen); Autorin, Hildegard-Forscherin, Mediävistin und Musikwissenschaftlerin.[18]
- Ute van der Mâer (* 17. Februar 1971  in Wolgast); Komponistin, Musikpädagogin, Germanistin und Künstlerin.

## Zisterzienseroblaten
Seit dem 15. August 2016 gibt es auch in dem Zisterzienser-Kloster Lichtenthal Oblaten. Da der Zisterzienserorden sich auch in der Tradition der Benediktsregel befindet, folgen sie ungefähr den gleichen Regeln wie die Benediktineroblaten. Zudem gibt es auch in einigen anderen Ordensniederlassungen die Form der Oblation.